# NGC 1528
NGC 1528 (другое обозначение — OCL 397) — рассеянное звёздное скопление в созвездии Персея.
Этот объект входит в число перечисленных в оригинальной редакции «Нового общего каталога».
В 2019 году была проведена uvby-β-фотометрия 65 звёзд, расположенных в направлении скопления. По этим данным определены их спектральные классы, что позволило определить межзвёздное поглощение света, следовательно, и расстояние до скопления (0,95 ± 0,15 кпк). Также был найден возраст NGC 1528 (около 110 млн лет) и рассчитана его металличность (Fe/H = −0,31 ± 0,08).